# پایگاه هوایی الظفره
پایگاه هوایی الظفره (به انگلیسی: Al Dhafra Air Base) یک فرودگاه نظامی با کد یاتا DHF است که یک باند فرود آسفالت دارد و طول باند آن ۳۶۶۱ متر است. این فرودگاه در شهر ابوظبی کشور امارات متحده عربی قرار دارد و در ارتفاع ۲۳ متری از سطح دریا واقع شده‌است.
این پایگاه فرماندهی هوایی غرب امارات متحده عربی را بر عهده دارد.
نیروهای هوایی کشورهای آمریکا و فرانسه هم در این پایگاه هواپیماهایی مستقر دارند. پهباد آمریکایی آر کیو-۴ گلوبال هاوک که توسط سپاه منهدم شد از این پایگاه بلند شده بود